# بخش دووا
بخش دووا (انگلیسی: Dowa District) یکی از بخش‌های کشور مالاوی است.
این بخش ۳٬۰۴۱ کیلومتر مربع مساحت و ۴۱۱٬۳۸۷ نفر جمعیت دارد و مرکز آن شهر دووا می‌باشد.